# 가고일도마뱀붙이
가고일도마뱀붙이(학명: Rhacodactylus auriculatus)는 뉴칼레도니아 섬의 최남단에서만 발견되는 도마뱀붙이류의 일종이다. 가고일도마뱀붙이의 서식지는 섬의 산림 파괴로 인해 위협받고 있다. 가고일도마뱀붙이는 같은 속의 다른 몇몇 종들과 함께 CITES 아래 보호받고 있으며, 수출에 제한이 가해진다. 바베이(Bavay)가 1869년에 가고일도마뱀붙이를 최초로 기술하였다.

## 형태
두개골의 혹이 뿔이나 귀처럼 보이기 때문에 '가고일' 게코라는 이름이 붙었다. 종명 auriculatus 도 라틴어로 "귀", "귀가 달린"이라는 뜻이다. 잘리면 다시 자라나는 갸냘픈 잡는꼬리가 있으며, 발바닥 패드는 작다. 가고일도마뱀붙이가 덩굴, 가지 등의 물체를 붙잡을 수 있긴 하지만, 대부분 유리와 같은 가파른 표면을 오르지는 못한다. 부화한 새끼는 길이 3cm, 몸무게 3그램에 불과하며, 이후 다 자라면 길이 20-27cm, 무게 60-70그램에 이른다. 가고일도마뱀붙이는 중소형 도마뱀붙이로 여겨진다.
회색, 갈색, 백색, 황색, 적색 바탕에 얼룩, 줄무늬의 다양한 조합이 어우러져 수많은 체색을 선보인다. 다른 도마뱀붙이처럼 그 독특한 무늬와 색상을 보기 위해 흔하게 감금사육(:en:captive breeding)한다.

## 습성
가고일도마뱀붙이는 야행성, 수목성(en:arboreal)이어서, 주로 수풀 삼림에서 거주한다. 암컷은 한 번에 두 개의 알을 낳으며, 낳은지 두세 달이 지나면 부화한다. 암컷은 한 해에 8-9번을 산란할 수 있다.
사육 시에는 사람이 만지는 데 거부감이 없고 누가 있을 때 먹이가 입으로 들어오는지 알기 때문에 사람의 손에 곧잘 익숙해진다.
사육 개체를 지켜보면 모험심이 투철한 모습을 많이 보이며, 개체에 따라 조형을 바꾸는 걸 좋아할 것이다. 덩굴이나 나무가지로 건너뛰기 위해 몸길이의 거의 세 배를 도약할 수 있지만, 다른 도마뱀붙이들처럼 발바닥의 접착력이 뛰어나지 않아서, 어설프게 미끄러지는 모습을 곧잘 보인다. 평범하게 돌아다닐 때는 피부가 축축하게 유지되는 한 곧잘 늘어나면서 움직임을 따라가기 때문에 별 문제가 되지 않는다. 움직임이 굉장히 빠르므로 핸들링할 때는 주의하자.

## 사육
가고일도마뱀붙이는 테라리움에 넣고 키우기에 좋다. 보통 사육 시에는 으깬 과일, 과일,슈퍼푸드를 먹는데, 일반적으로 크레스티드 게코의 식단과 비슷하게 급여한다. 사료는 전문적으로 도마뱀붙이 사료를 만드는 곳에서 구매하는 것이 좋은데, 미국에는 레파샤이(Repashy), 판게아(Pangea) 등이 있다. 이를 통해 단순한 과일 퓨레는 갖추지 못한, 비타민과 무기질 등 영양적으로 균형잡힌 사료를 먹일 수 있다. 귀뚜라미, 먹이용 바퀴벌레, 왁스웜(en:waxworm) 등의 살아있는 먹이를 덥석덥석 받아먹는데, 것로딩(:en:Gut loading)을 실시하거나 비타민, 칼슘 등을 가루로 묻혀 추가적인 영양분을 공급해주어야 한다.
리치도마뱀붙이속의 도마뱀붙이는 애완용으로 사육하기 시작한지 얼마 되지 않아서, 아직 밝혀져야 할 게 많은데, 많은 종들이 멸종된 것으로 알려졌었기 때문이다. 성체 가고일은 80리터에 달하는 높은 탱크나 비슷한 크기의 용기에서 사육하는 것이 적당하다. 성별, 연령, 크기 상관 없이 번식기를 제외하면 언제나 따로따로 사육해야 하는데, 이는 서로 같이 키우면 죽기살기로 싸우기 때문이다. 같이 사육할 때 서로의 꼬리, 발가락 등의 사지를 동족포식하는 것도 그렇게 드물지 않다. 번식기에는 수컷 한 마리와 암컷 한두 마리를 합사시켜 짝짓기쌍을 만들지만, 번식기가 끝나면 다시 분리해야 한다. 특히 수컷끼리 맹렬하게 싸운다.
습도는 50-60%를 유지하는 것이 좋다. 살아있는 식물과 같이 키우면 높은 습도를 유지하는 데 도움이 된다. 저온에 서식하므로 대한민국에서는 여름에 주의해야 한다.

## 사진

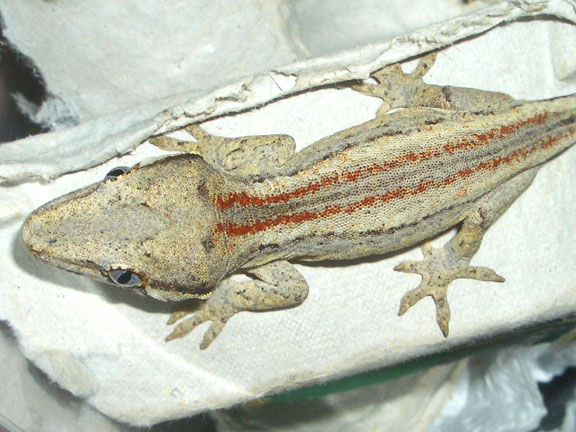
아성체, 레드스트라이프(Red stripe) 모프
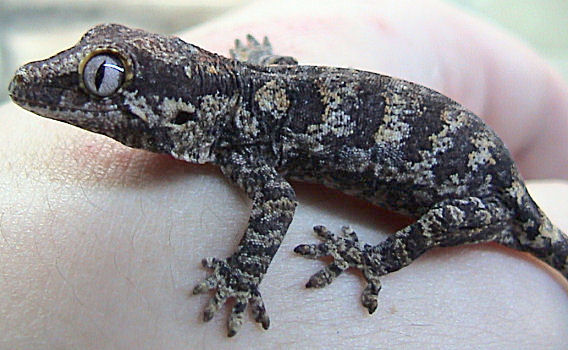
아성체